# Križevčec
Križevčec is een plaats in de gemeente Sveti Ivan Zelina in de Kroatische provincie Zagreb. De plaats telt 96 inwoners (2001).